# Toxorhina latamera
Toxorhina latamera är en tvåvingeart som beskrevs av Alexander 1968. Toxorhina latamera ingår i släktet Toxorhina och familjen småharkrankar.
Artens utbredningsområde är Ecuador. Inga underarter finns listade i Catalogue of Life.